# Gare de Bournezeau
La gare de Bournezeau est une gare ferroviaire française de la ligne des Sables-d'Olonne à Tours, située sur le territoire de la commune de Bournezeau, dans le département de la Vendée, en région Pays de la Loire.
C'est une halte ferroviaire de la Société nationale des chemins de fer français (SNCF), desservie par des trains TER Pays de la Loire circulant entre La Roche-sur-Yon et Chantonnay. 

## Situation ferroviaire
Établie à 90 mètres d'altitude, la gare de Bournezeau est située au point kilométrique (PK) 57,649 de la ligne des Sables-d'Olonne à Tours, entre les gares de Fougeré et de Chantonnay..

## Histoire
Le 20 mai 1869 la décision est prise d'installer une station intermédiaire à La Bournezeau pour la ligne de Napoléon-Vendée à Bressuire.

## Service des voyageurs

### Accueil

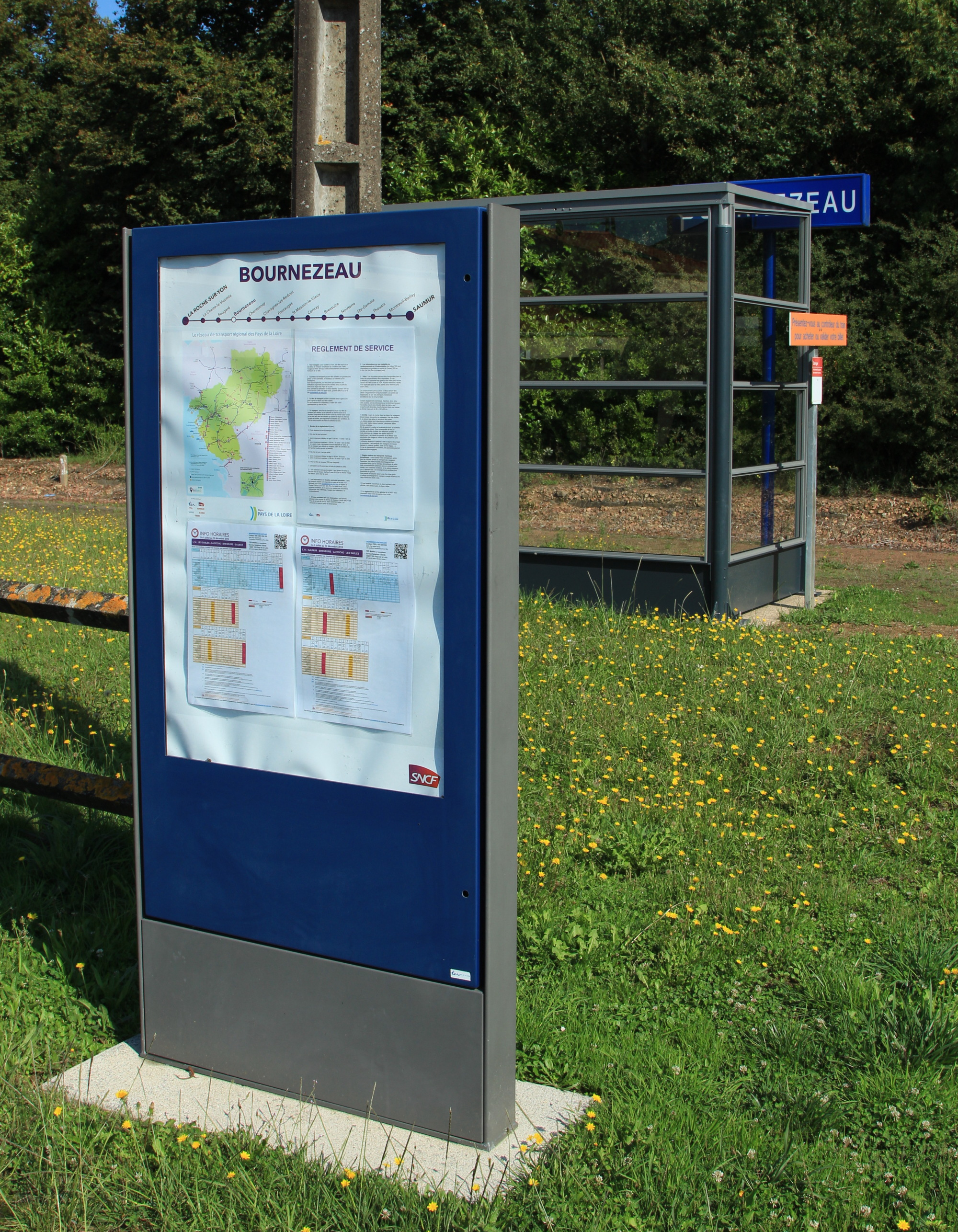
Panneau informatif de la halte.

Halte SNCF, c'est un point d'arrêt non géré (PANG) à accès libre. En 2015, la région des Pays de la Loire promet que l'abri de quai devrait être remplacé, avec l'aide du programme européen « Citizens rail » de développement des chemins de fer régionaux.

### Desserte
Bournezeau est desservie par des trains TER Pays de la Loire omnibus circulant entre La Roche-sur-Yon et Chantonnay : 3 allers-retours en semaine de septembre à juin (1,5 le matin et 1,5 le soir) et un aller-retour le dimanche soir d'octobre à avril. Elle est aussi desservi par l'aller-retour La Roche-sur-Yon - Tours uniquement dans le sens vers Tours.

### Intermodalité
Un parking pour les véhicules est aménagé.